# Müllsucher

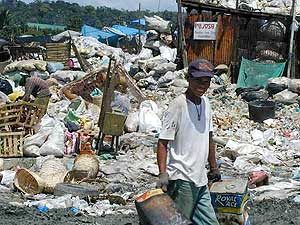
Müllhalde auf den Philippinen

Müllsucher, auch Müllsammler (gelegentlich Müllmenschen), sind Männer, Frauen und Kinder, die von recyclingfähigem Müll leben, den sie sammeln, in Handarbeit trennen und verkaufen oder für sich selbst verwenden. In Ballungsgebieten von dicht besiedelten Entwicklungsländern, sowie in Regionen die von Wirtschaftskrisen oder inneren Unruhen betroffen sind, gehen mehr Menschen dieser Tätigkeit nach. Das Fehlen einer Schulpflicht begünstigt dagegen Kinderarbeit auf den Müllkippen. Sie arbeiten ohne Versicherung und Arbeitsschutz, in der Regel als Tagelöhner.

## Erwerbsgrundlage

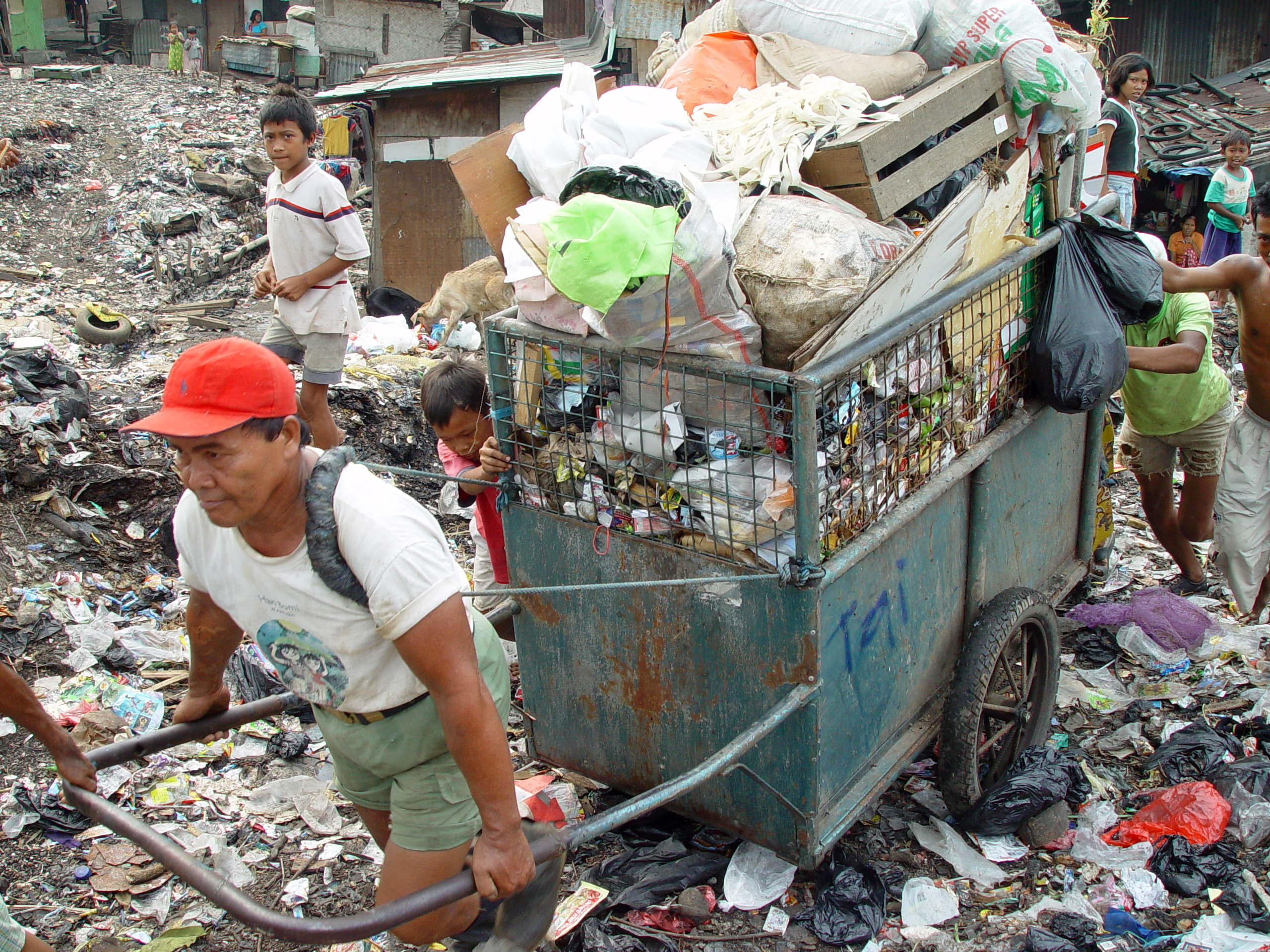
Müllsammler in Jakarta

Unter den verwertbaren Müll fallen unter anderem:
- Plastik (insbesondere Plastiktüten)
- Blech, Metall, Elektronikschrott → Schrottsammler
- Papier → Papierrecycling
- leere Flaschen → Flaschensammeln
- Textilien → Lumpensammler
- Essensreste[1]

Menschen, die als Tagelöhner vom Verkauf und dem Vorsortieren von Abfällen leben, sind in der Regel dort anzutreffen, wo diese abgeladen werden und somit in größeren Mengen vorhanden sind. Mitunter kommt es dabei zu Konflikten mit den Fahrern der Entsorgungsunternehmer sowie untereinander.
Diese können sie zu Kilopreisen verkaufen. Ihr tägliches Essen besteht zu einem Großteil aus im Müll gefundenen Resten. Ihre Lebensbedingungen sind dementsprechend schlecht.
Der Biomüll, welcher rund 60 % des Gesamtmülls ausmacht, wird einerseits für die Fütterung ihrer Tiere verwendet, andererseits selbst verzehrt.
Als Unterschlupf dient ihnen meist nur ein Verschlag aus Pappe und Blech.
Das Problem, dass Menschen auf Müllhalden leben müssen, betrifft nicht einzelne Länder, sondern bezieht sich auf alle Kontinente. Die Müllsammler stammen hauptsächlich aus dem ländlichen Raum, die in den Großstädten die Hoffnung auf ein besseres Leben haben, doch dort ist es für sie kaum möglich, Fuß zu fassen.

## Krankheiten
Die fehlende Hygiene, das Trinkwasserproblem, die Moskitos und natürlich viele gefährliche Gegenstände, die sich im Müll befinden, bilden die Voraussetzungen für Krankheiten und Verletzungen:
- Atemwegsprobleme durch bei der Müllverbrennung entstehende Dämpfe und Gase
- Unter-, Mangel- und Fehlernährung
- Diabetes
- Dengue-Fieber
- Pilzerkrankungen
- TBC (Tuberkulose)
- Verletzungen können Blutvergiftungen und Abszesse hervorrufen
- HIV/Aids (meist durch Prostitution)

## Lateinamerika
Als Pepenadores, Recicladores oder auch Cartoneros werden im lateinamerikanischen Raum die (wörtlich) Müllsucher bezeichnet.
Diese Menschen aus den unteren sozialen Schichten, selbst schlechtergestellt als Arbeiter und Gelegenheitsarbeiter, haben es sich zur Aufgabe gemacht, in den Mülldeponien der Metropolen nach wiederverkaufbaren Resten zu suchen. Nur so sind sie in der Lage, sich ihre Existenz minimal zu sichern.
Auf der städtischen Zentraldeponie Mexiko-Stadts sollen sich allein schon 2500 dieser Pepenadores befinden, das heißt grob gerechnet einer je Tonne Abfall, die hier täglich anfällt.

### Nicaragua
In Nicaragua – genauer: in der Nähe der Hauptstadt Managua – liegt La Chureca, die größte Müllhalde Zentralamerikas.
Sie umfasst rund 420 Hektar und ist Arbeitsgebiet von mehr als 1700 Menschen, von denen mindestens 80 % Minderjährige sind. Es leben etwa 280 Familien mit durchschnittlich sechs Familienmitgliedern auf dem Gelände von La Chureca. Weitere hunderte kommen täglich, um sich dort ihren Lebensunterhalt zu verdienen.
Öl und Gas werden von Versorgungsfirmen aufgrund von technischen Problemen und Korruption teilweise den ganzen Tag abgestellt. Ausreichende Hygiene ist bei einem Leben auf einer Müllhalde nicht vorhanden.
Durch die schlechte Ernährung mit verschimmeltem Essen ist das Krebsrisiko sehr hoch. Rückstände von Blei und Quecksilber im Blut sind eine weitere Auswirkung des schlechten Essens. Viele Leute ernähren sich zusätzlich noch von im Managuasee gefangenen Fisch, der auf Grund der starken Wasserverschmutzung gesundheitsschädlich ist.
In den Sommermonaten (von Dezember bis April) werden riesige Mengen von Müll unter freiem Himmel verbrannt. Man nutzt hier die regenfreie Zeit, um sich des Mülls auf diese Art und Weise zu entledigen. Dies hat aber wiederum eine große Luftverschmutzung zur Folge.
Für La Chureca ist die Stadtverwaltung Managuas nicht zuständig. Dieser Verwaltungsbezirk hat mehr als 1,3 Millionen Einwohner, wodurch eine dementsprechend große Menge an Müll (rund 82 Tonnen pro Tag) anfällt. Um diesen zu beseitigen, fahren täglich von 9:00 bis 18:00 Uhr hunderte von Müllwagen auf das Gelände von La Chureca, um den Müll dort abzuliefern. Viele kommen auch mit Pick-ups oder Lastwagen und laden ihren Müll privat ab. Recycling gibt es in Managua von offizieller Seite nicht.
Am 3. März 2008 begannen die Bewohner von La Chureca einen Streik. Sie wollten sich gegen das Verhalten der Lastwagenfahrer wehren, welches ihre Situation noch verschlechtert hatte. Zu diesem Zeitpunkt gab es keine feste Ordnung, die besagte, wo genau die Müllwagen den Müll abladen sollen. So wurden teilweise große Mengen direkt vor den Hütten der dort wohnenden Menschen abgeladen und von fahrenden LKW Müll abgeworfen, wobei es sich mitunter um harte Gegenstände handelte.
Die LKW fuhren mit hohen Geschwindigkeiten, was besonders in Bezug auf den großen Anteil der dort ansässigen Kinder gefährlich erscheint.
Die für die Stadtverwaltung arbeitenden Müllmänner beanspruchten für sich jegliche Materialien, die wiederverkauft werden können, wie Kupfer, Zink, Aluminium und Papier. Plastikflaschen kann man zurzeit zum Kilopreis von vier Córdobas verkaufen, das sind etwa 30 Flaschen zum Preis von umgerechnet 0,14 €, was in Nicaragua nicht viel ist (zum Vergleich: Bohnen, das Haupternährungsmittel der Nicaraguaner, kosten zurzeit 17 Córdobas das Pfund).
Aus Protest blockierten die Müllsammler von La Chureca am 3. März 2008 alle Zufahrten zum Areal, sodass kein Lastwagen mehr auf das Gebiet kommen konnte. Dies führte zu einem vollkommenen Chaos in der ganzen Stadt. Die direkten Folgen waren eine starke Verschmutzung der Straßen, die direkt zur Müllhalde führen. Viele LKW-Ladungen wurden vor den offiziellen Eingängen der Müllhalde illegal abgeladen oder brachten den Müll in andere Gebiete.
Am 7. März wurde ein Abkommen unterzeichnet, welches festlegt, dass die für die Stadt arbeitenden Müllmänner den Müll nicht mehr für sich beanspruchen dürfen. Dieser darf nun ausschließlich von den Arbeitern der Chureca genutzt werden. Jedoch wurde dieser Vertrag von der Mehrheit der Churcequeros (den Leuten, die in La Chureca leben) bisher nicht anerkannt. Sie argumentieren, dass die Personen, die diesen Vertrag ausgehandelt haben, nicht aus ihrer Gemeinschaft stammen. Sie versuchen weiterhin, die Müllablagerung zu verhindern.

## Afrika
Im ägyptischen Kairo bestehen acht Müllsiedlungen, wo rund 50.000 Müllsucher, Zabbalin (arabisch زبالين, DMG Zabbālīn) genannt, zu finden sind. Izbat an-Nakhl ist die Müllsiedlung im Süden Kairos, in der etwa 8000 Müllsammler wohnen. Eine ähnliche Müllsiedlung im Osten von Kairo befindet sich in Manschiyyet Nasser.
Die Müllsucher sind überwiegend koptische Christen. Da Ägypten islamisch dominiert ist, haben sie mit vielen Benachteiligungen zu kämpfen. 2003 wurde eine zentrale Müllabfuhr eingerichtet, um den Müllsucher ihre Lebensgrundlage zu entziehen.
Die Lebensgrundlage der Zabbalin besteht aus Müllgebühren und dem Gewinn aus dem Wiederverkauf des verlesenen Mülls. Müllsammler gehen mit ihren Eselskarren von Haus zu Haus und sammeln dort den Müll ein. Es ist wichtig, dass sie noch vor der städtischen Müllabfuhr dort sind, denn das Müllsammeln in Ägypten ist illegal. Vor der Gründung der städtischen Müllabfuhr bekamen die Zabbalin noch ein kleines Trinkgeld von den Bewohnern. Der faulende Müll wird nach dem Sammeln in Plastik, Papier, Glas, Dosen und Essensresten aussortiert. Plastik, Papier und Glas werden von einem Händler abgeholt und zu den Recyclingstellen gebracht. Das Blech alter Dosen ist sehr begehrt. Es wird von den Menschen in den Müllsiedlungen aufgeschnitten und dann an Händler weiterverkauft. Der Müll wird an Sammelstellen zu 100-kg-Paketen gepresst und daraufhin zu den Wiederverwertungsstellen am Rande der Viertel gebracht.
Fleisch essen die Zabbalin nicht, denn es ist zu teuer. Auf den Tisch kommen Brot, Milch, Käse und Gemüse. Bis abends muss der Müll fertig sortiert und verladen sein, denn die Zabbalin brauchen diesen Platz zum Schlafen und Wohnen. Die Lebenserwartung der Zabbalin beträgt rund 50 Jahre. Gründe dafür sind die hohe Verletzungs- und Infektionsgefahr, mangelnde Hygiene, schlechte Trinkwasserversorgung und Moskitos.
Durch die Arbeit der Müllsucher werden etwa 85 % der Abfälle Kairos wiederverwertet oder verkauft. Habitat International, eine Fachzeitschrift für internationale Urbanistik, bezeichnete das System 2006 als „eine der effizientesten Ressourcenwiedergewinnungen der Welt“.

## Asien

### Indien
Die Urbanisierung hat in Indien zahlreiche mittellose Familien, die auf Arbeit, Gesundheitsversorgung und ein besseres Leben hofften, in die großen Städte gezogen. Menschen ohne entsprechende Ausbildung bleibt oft nur die Arbeit als Tagelöhner auf einer Mülldeponie. Reicht das Einkommen der Eltern nicht aus, arbeiten auch die Kinder mit und haben somit keine Möglichkeit selbst die Schule zu besuchen. In Mumbai werden täglich allein auf der Kippe Govandi über 6.000 Tonnen gemischte Abfälle abgeladen, welche die Lebens- und Arbeitsgrundlage für zahlreiche Familien darstellen.
Hilfsorganisationen, wie die Kindernothilfe bieten in ihrer Hilfsstation unter anderem kostenfreie medizinische Wundversorgung an. Kinder, erhalten darüber hinaus Mahlzeiten und Bildungsangebote, um ihnen Alternativen zu einem lebenslangen Dasein als Müllsammler zu bieten.

### Philippinen

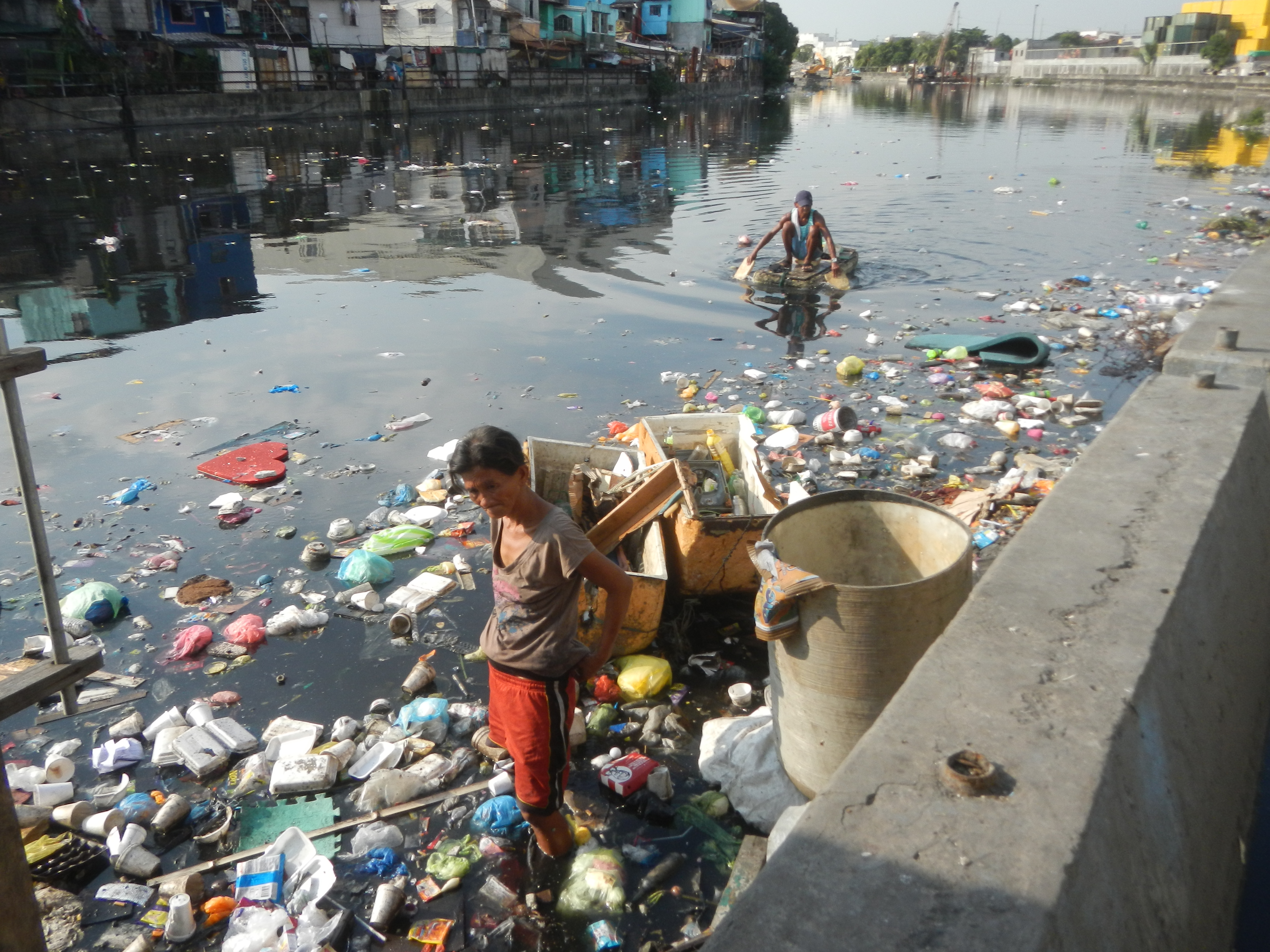
In Manila fischen Müllsammler Plastikabfälle auch direkt aus dem Wasser, um sie zu verkaufen

In Manila hat sich ein Teil der Wiederverwerter auf schwimmendes Plastik spezialisiert, welches auch von Kindern aus dem dreckigen Wasser des Hafens gefischt wird. Durch den Verkauf an Altwaren- und Recyclingläden konnten Tagelöhner etwa 90 Cent Tagesumsatz verdient werden – was dem Gegenwert von einem Kilo Reis entsprach. Nach Schätzungen des Umweltministeriums verursachten die rund 20 Millionen Menschen aus der Region Manila (im Jahr 2020) etwa 9,3 Millionen Kilogramm Abfall pro Tag. Ein Teil davon wird direkt ins Wasser geworfen und von Müllsammlern herausgefischt, die die Kunststoffe dann verkaufen. Kinderarbeit ist zwar offiziell verboten, in den Slums haben viele Kinder jedoch keine Alternative, als in das schmutzige Wasser zu steigen und nach Verwertbarem zu suchen.
Neben Plastikabfällen sind auch Essensreste begehrt, darunter auch Fleischabfälle, die wieder aufbereitet werden, indem sie abgewaschen und dann in heißem Öl frittiert werden, um die Keime abzutöten. Das Gericht wird als Pagpag angeboten und verkauft sich wegen seines günstigen Preises gut.

## Deutschland
Besonders in den Ballungszentren der Großstädte tritt das Phänomen der Flaschensammler auf; vergleichbare Erscheinungen existieren auch in anderen Staaten mit Pfandsystem auf Getränkeverpackungen. Diese Personen sammeln liegengelassene oder illegal weggeworfene Pfandflaschen oder neben Pfandautomaten aufgegebene Fehlwürfe auf oder suchen in (hauptsächlich öffentlichen) Abfalleimern oder auch Altglascontainern danach und führen sie dem Pfandsystem wieder zu.
Nichtregierungsorganisationen in Deutschland, die Müllsammler unterstützen sind:

### Deutsche Oenophilogen Gesellschaft Gemeindienst e.V.
Der Verein Deutsche Oenophilogen Gesellschaft Gemeindienst e.V.  unterstützt seit 1999 ausschließlich Ausbildungsprojekte in Tondo, Manila (Smokey Mountain).
2009 wurde vom Verein eine gemeinnützige, selbständige Stiftung zur Unterstützung der Projekte gegründet.

### „Die Müllkinder von Kairo“
Der Neuwieder Verein „Die Müllkinder von Kairo“ wurde 2001 gegründet und unterstützt eine koptische Ordensgemeinschaft in Ägypten, die im Müllgebiet von Ezbeth el Nakl ihr Zentrum hat. Die Ordensgemeinschaft betreibt Bildungseinrichtung für muslimische und christliche Kinder und Jugendliche.

### Afrika-Freundeskreis
Der Afrika-Freundeskreis entstand auf Initiative von Geografiestudenten der Universität Bayreuth. Er wurde am 2. Juli 1992 gegründet und hat inzwischen weltweit 160 Mitarbeiter. Derzeit unterstützen sie Projekte in Kenia, Tansania, Äthiopien, Ägypten und dem Sudan.

### Yalla e.V.
Yalla e.V. leitet „Hilfe zur Selbsthilfe“ in arabischen Ländern. Der Verein entstand aus der Begegnung von Studierenden mit der Ordensschwester Maria Theresia Grabis in Kairo 1992. Das Hauptanliegen des Vereins ist es einen aktiven Beitrag zur Völkerverständigung zwischen Europa und den arabischen Ländern zu leisten. Mit Spenden und Arbeitseinsätzen vor Ort unterstützt der Verein Selbsthilfeprojekte.